# 眼鏡蛇
眼鏡蛇是多種毒蛇的統稱，多為眼鏡蛇屬 。
許多眼鏡蛇在受威脅時會立起半身擴張頸部。

## 被稱為眼鏡蛇的物種
除眼鏡蛇屬以外，眼鏡蛇還能泛稱下述蛇種：
- 唾蛇属（學名：Hemachatus），該屬因也會立起半身擴張頸部而得名。[2]
- 眼鏡王蛇（學名：Ophiophagus hannah）[3]
- 樹眼鏡蛇屬[4]
- 盾鼻蛇屬[4]:76
- 沙漠眼鏡蛇屬與東部珊瑚蛇（英语：Micrurus fulvius），雖然牠們不會在受威脅時會立起半身擴張頸部。[4]:56

巴西水王蛇（學名：Hydrodynastes gigas）是唯一不屬於眼鏡蛇科的「眼鏡蛇」，牠在受威脅時不會立起半身，雖會擴張頸部但較不明顯。:p.53